# Val di Cogne
La Val di Cogne (in francese, val de Cogne) è una valle alpina laterale della Valle d'Aosta, che prende il nome dal comune di Cogne, centro abitato più importante. Gran parte della valle ricade all'interno del Parco Nazionale del Gran Paradiso.

## Geografia

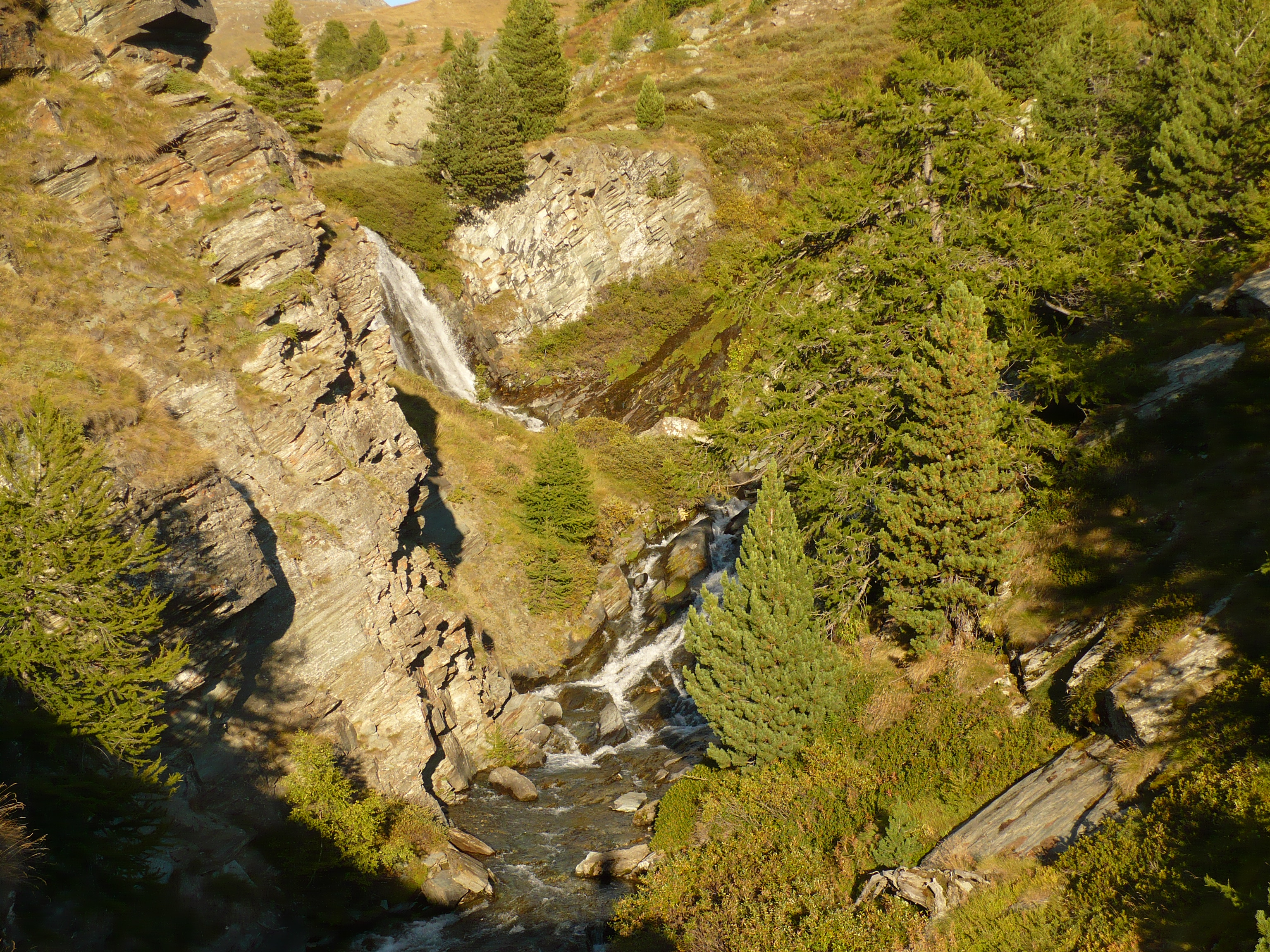
Grand Eyvia

Appartiene al bacino idrografico destro della Dora Baltea; si tratta di una valle a U successivamente scavata dall'impeto dei torrenti le cui alte pareti rocciose sono state erose a più riprese durante le glaciazioni. Poco prima di raggiungere il centro abitato di Cogne la valle si apre e si dirama in più valli laterali. Tutti i torrenti provenienti da queste valli, alimentati perlopiù dallo scioglimento delle nevi e dai laghi in quota, confluiscono nella Grand Eyvia, la quale  si riversa nella Dora Baltea poco a monte dell'abitato di Aymavilles.
Il paesaggio è quello tipico dell'alta montagna: boschi di pini, abeti e larici alle quote più alte coprono i versanti delle montagne fino ai 2200 metri; salendo si incontrano steppe erbose, poi pietraie e roccia nuda e infine ghiacciai. In questo ambiente si inseriscono diverse specie di animali, tra cui quelli tutelati dal Parco come stambecchi, camosci, marmotte, ermellini, pernici, aquile, gipeti e altri.

### Valli laterali

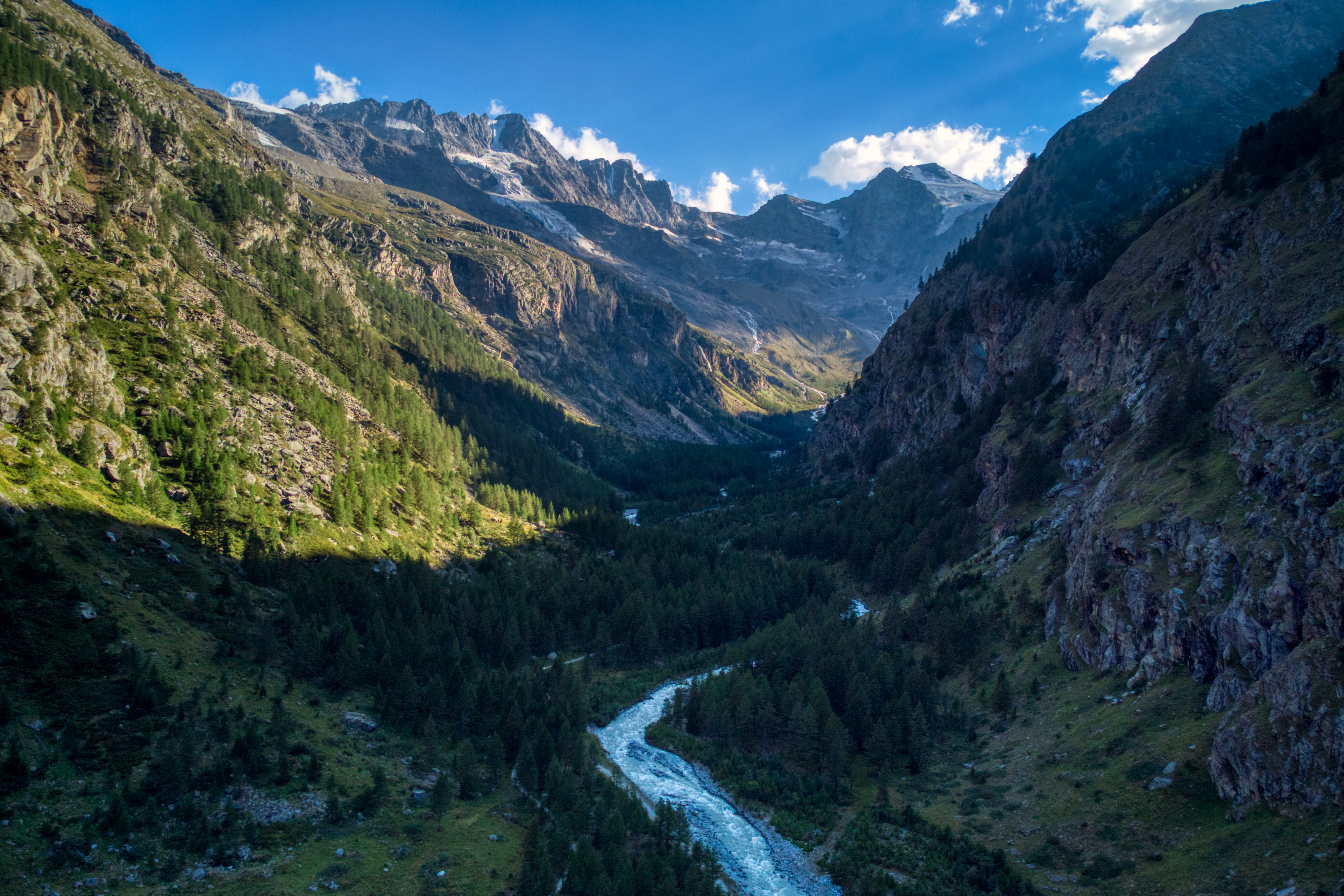
Valnontey

La valle si apre in diverse valli laterali:
- Valnontey: la valle inizia all'altezza dell'abitato di Cogne e si sviluppa in direzione sud verso il Gran Paradiso;
- Vallone di Grauson: inizia all'altezza di Cogne e si sviluppa prima in direzione nord-ovest e poi ovest. È contornato dalla Punta Garin, Punta Grauson e dalla Punta Tersiva;
- Vallone dell'Urtier: inizia all'altezza dell'abitato di Lillaz e si sviluppa in direzione est fino ad arrivare alla Fenêtre de Champorcher;
- Valeille: inizia all'altezza dell'abitato di Lillaz e si sviluppa in direzione sud restando così parallela alla Valnontey;
- Vallone d'Arpisson: inizia all'altezza di Épinel, frazione a valle di Cogne, e si sviluppa in direzione nord-est.

### Monti principali

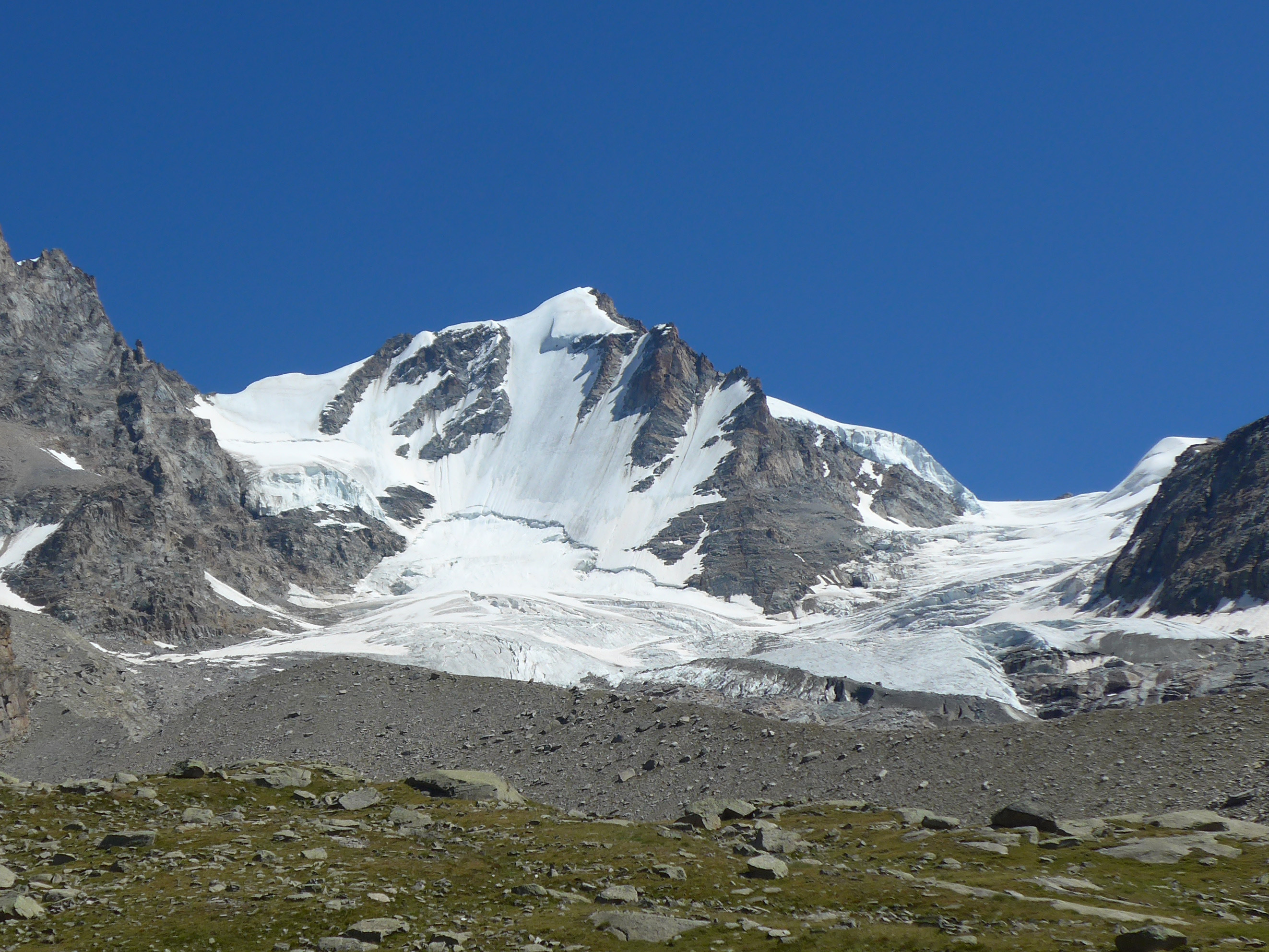
Gran Paradiso

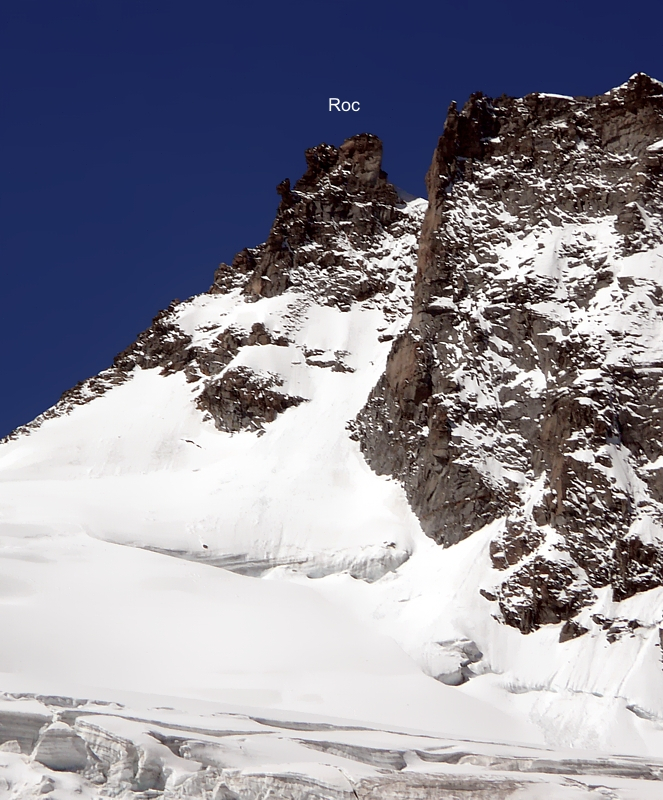
Roc

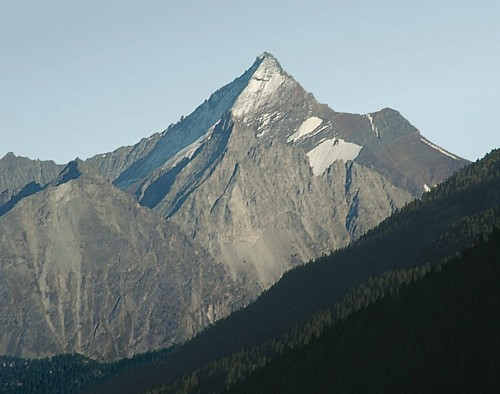
Grivola

La valle si inoltra all'interno del massiccio del Gran Paradiso. I monti principali della valle sono tutti appartenenti al predetto massiccio:
- Gran Paradiso - 4.061 m
- Il Roc - 4.026 m
- Grivola - 3.969 m
- Piccolo Paradiso - 3.926 m
- Cresta Gastaldi - 3.894 m
- Becca di Montandayné - 3.838 m
- Punta Bianca della Grivola - 3.793 m
- Herbétet - 3.778 m
- Pointe de la lune - 3.777 m
- Torre del Gran San Pietro - 3.692 m
- Torre di Sant'Andrea - 3.651 m
- Roccia Viva - 3.650 m
- Testa della Tribolazione - 3.642 m
- Punta Rossa della Grivola - 3.630 m
- Becca di Gay - 3.621 m
- Torre di Sant'Orso - 3.618 m
- Testa di Valnontey - 3.562 m
- Gran Serra - 3.552 m
- Punta Tersiva - 3.515 m
- Punta Ondezana - 3.492 m
- Grand Nomenon - 3.488 m
- Grand Croux - 3.487 m
- Punta Garin - 3.451 m
- Punta delle Sengie - 3.408 m
- Punta del Tuf - 3.395 m
- Torre di Lavina - 3.308 m
- Monte Grauson - 3.240 m

### Ghiacciai principali

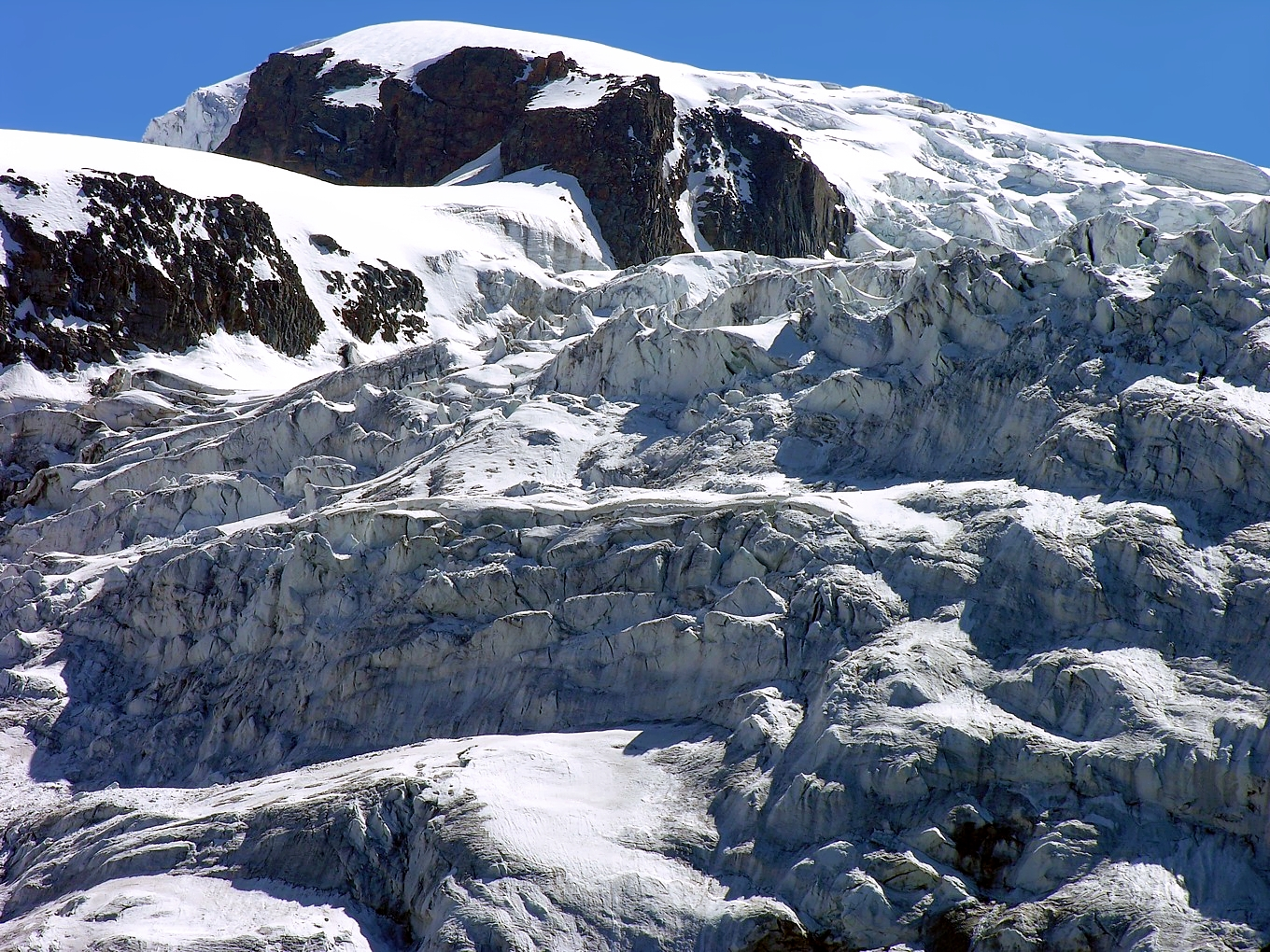
Ghiacciaio della Tribolazione

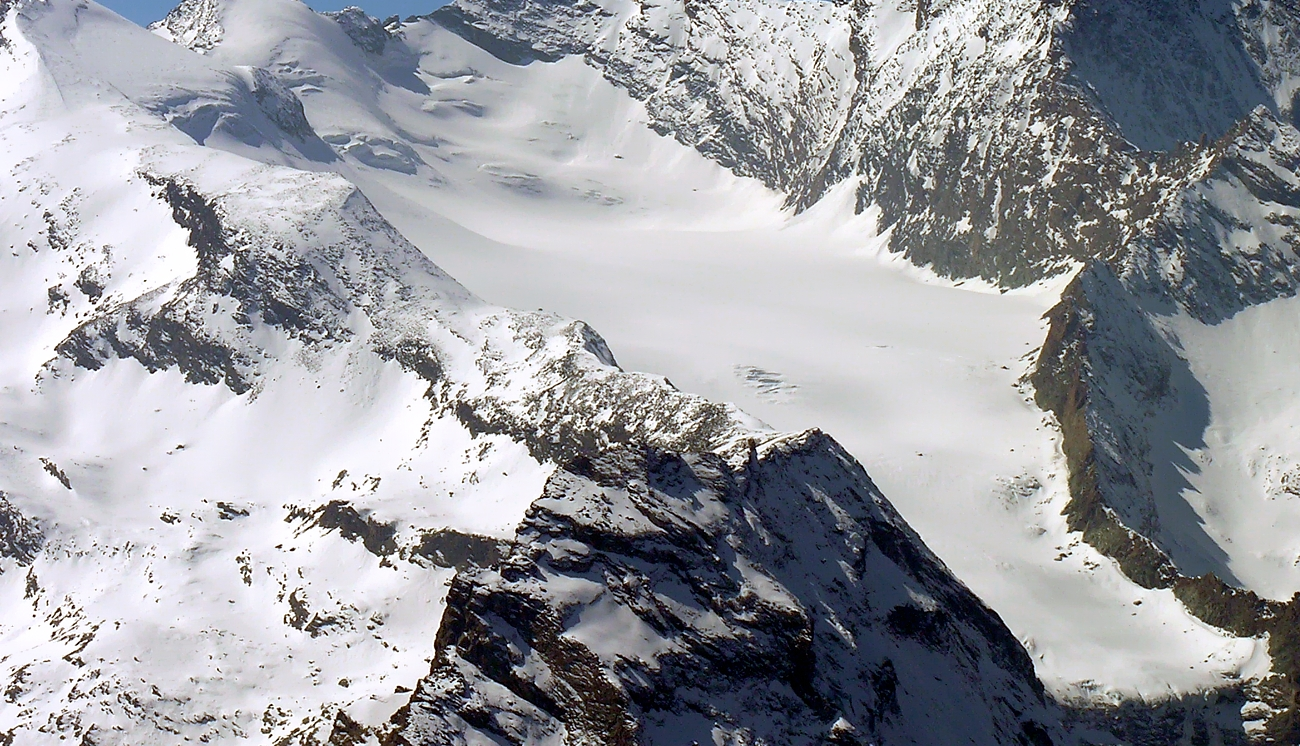
Ghiacciaio del Trajo

Dal massiccio del Gran Paradiso discendono numerosi ghiacciai. I ghiacciai principali che interessano la valle di Cogne sono:
- Ghiacciaio della Tribolazione
- Ghiacciaio del Trajo
- Ghiacciaio del Nomenon
- Ghiacciaio del Tuf
- Ghiacciaio del Lauson
- Ghiacciaio di Gran Valle
- Ghiacciaio del Tzasset
- Ghiacciaio del Grand Croux
- Ghiacciaio del Money
- Ghiacciaio del Coupé de Money
- Ghiacciaio di Patrì
- Ghiacciaio di Valletta
- Ghiacciaio di Valeille
- Ghiacciaio delle Sengie
- Ghiacciaio dell'Arolla
- Ghiacciaio del Tessonet

### Valichi alpini

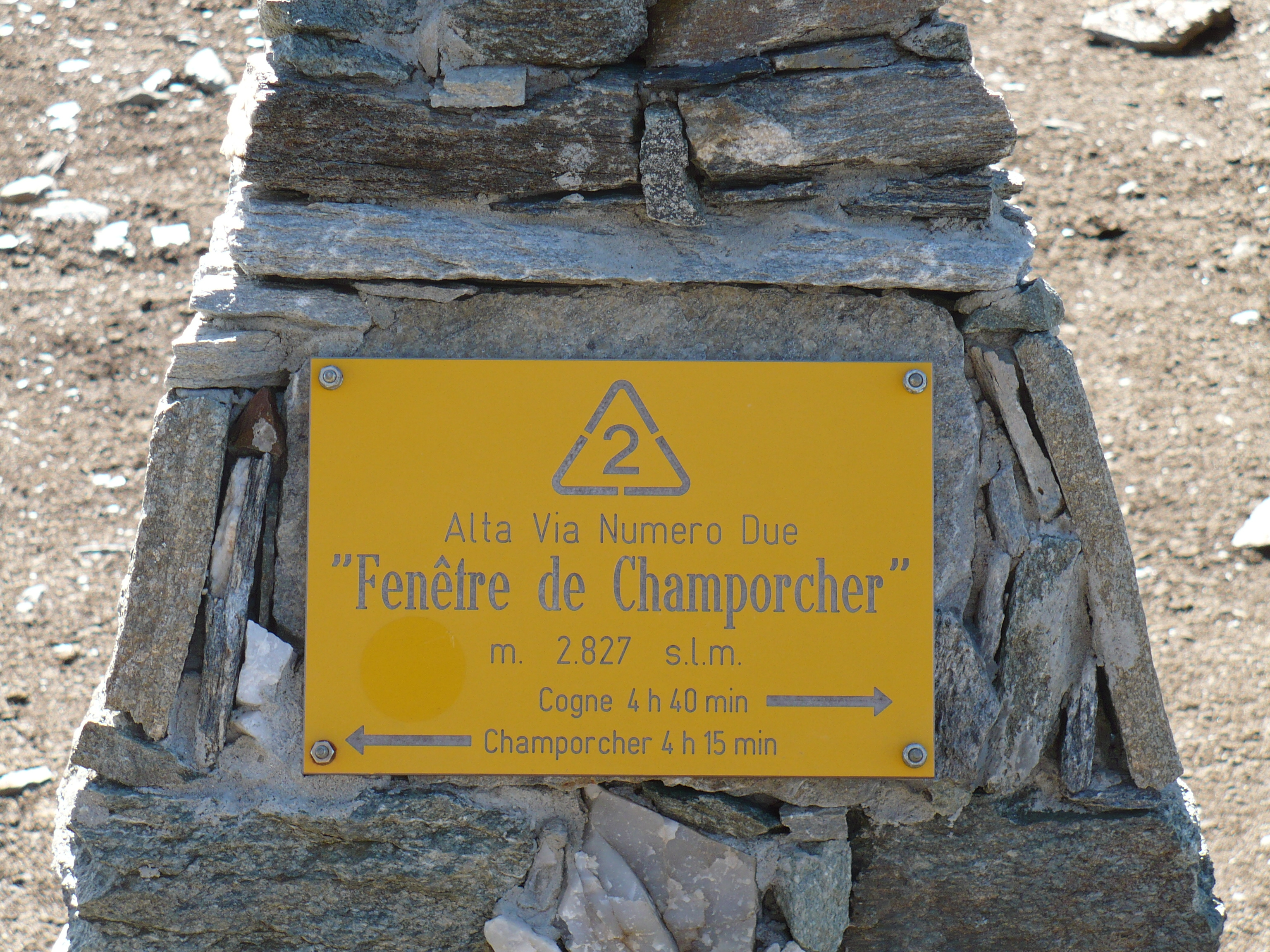
La Fenêtre de Champorcher.

La Val di Cogne non ha facili comunicazioni con le vallate circostanti. I valichi alpini principali sono:
- Col de Money - 3.428 m - verso la valle dell'Orco
- Colle di Ondezana - 3.326 m - verso la valle dell'Orco
- Col du Loson - 3.299 m - verso la Valsavarenche
- Col de l'Herbétet - 3.257 m - verso la Valsavarenche
- Col d'Arbolle - 3.137 m - verso Brissogne
- Col de la Nouva - 2.933 m - verso la val Soana
- Col Garin - 2.868 m - verso Aosta
- Fenêtre de Champorcher - 2.826 m - verso la valle di Champorcher
- Col de Bardoney - 2.833 m - verso la val Soana

## Centri abitati
- Nella bassa e media valle: Pont-d'Aël, Sylvenoire e Vieyes (comune di Aymavilles)
- Nella parte alta della valle: il capoluogo e i villaggi del comune sparso di Cogne, tra cui Épinel, Crétaz, Veulla, Lillaz, Gimillan e Valnontey

## Turismo

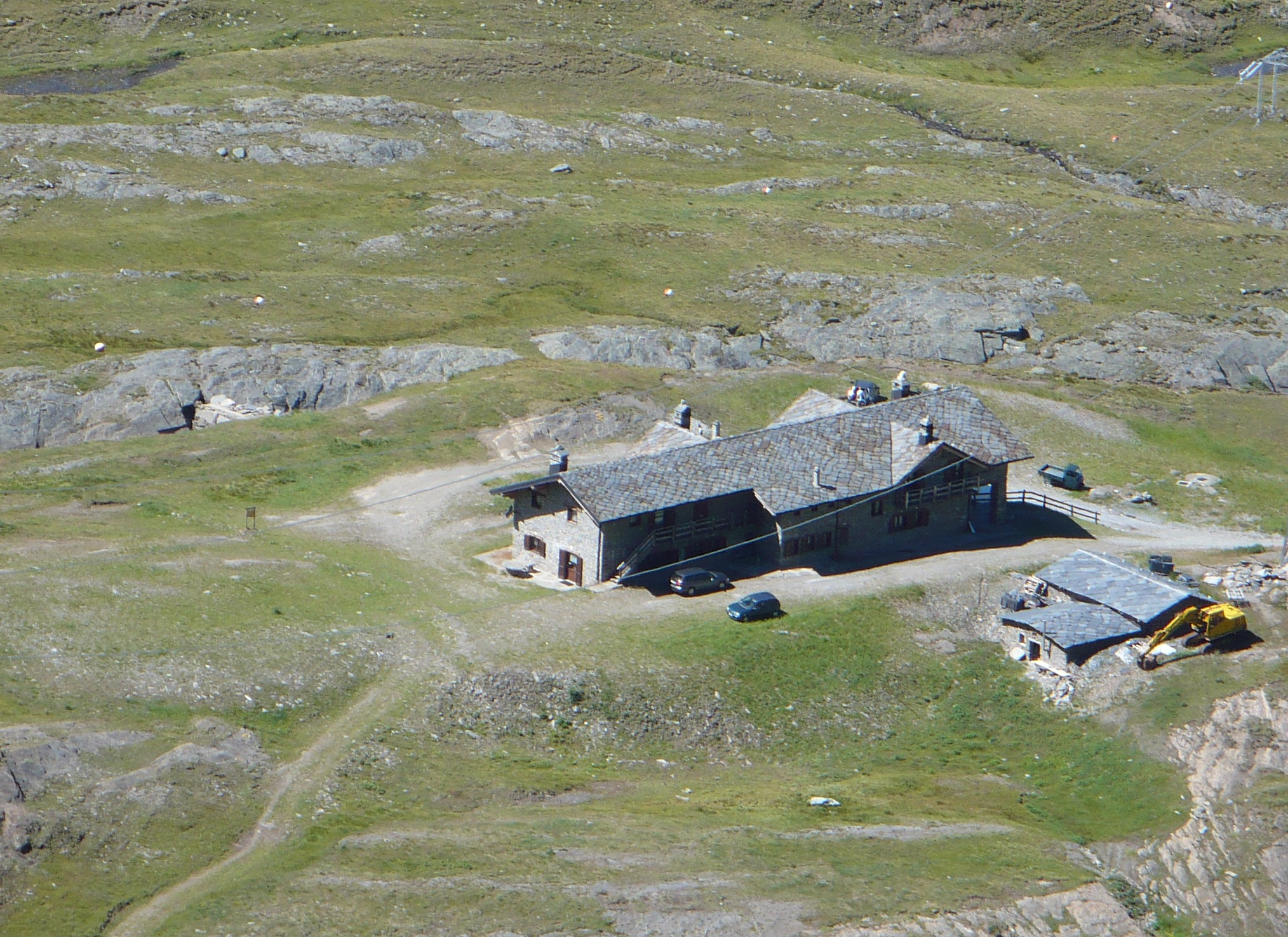
il Rifugio Sogno di Berdzé al Péradzà.

Per favorire l'ascensione ai monti della valle e l'escursionismo in alta quota la valle è dotata di alcuni rifugi alpini e bivacchi:
- Rifugio Vittorio Sella - Valnontey 2.584 m
- Rifugio Sogno di Berdzé al Péradzà - 78 posti letto - Vallone dell'Urtier 2.526 m
- Bivacco Mario Balzola - 4 posti letto - Valle di Cogne 3.477 m
- Bivacco Luciano Gratton - 9 posti letto - Valle di Cogne 3.198 m
- Bivacco Lionello Leonessa - 12 posti letto - Valnontey 2.910 m
- Bivacco Carlo Pol - 6 posti letto - Valnontey 3.183 m
- Bivacco Marcello Gérard-Ettore Grappein - 9 posti letto - Valnontey 3.183 m
- Bivacco Borghi - 9 posti letto - Valnontey 2.686 m
- Bivacco Alessandro Martinotti - 6 posti letto - Valnontey 2.588 m
- Bivacco del Money - 8 posti letto - Valnontey 2.872 m
- Bivacco Laura Malvezzi-Guido Antoldi - 9 posti letto - Valeille 2.920 m
- Bivacco Franco Nebbia - 6 posti letto - Valle di Cogne 2.850 m

La valle è inoltre attraversata dall'Alta via della Valle d'Aosta n. 2.